# Hỏa (nguyên tố cổ điển)

Biểu tượng của nguyên tố Hỏa trong giả kim thuật.

Hỏa (tiếng Anh: Fire) là một trong bốn nguyên tố cổ điển cùng với thổ, thủy và không khí trong triết học, giả kim thuật, chiêm tinh học và thần thoại Hy Lạp cổ đại.
Nguyên tố Hỏa cũng tương ứng với Hỏa đại trong hệ thống Tứ đại của Phật giáo Ấn Độ và hệ thống Ngũ đại (五大 Godai) của triết học Nhật Bản, cũng như hành Hỏa trong hệ thống Ngũ hành của Triết học Trung Quốc.

## Triết học Hy Lạp và La Mã
Hỏa là lửa, đại diện cho plasma, trạng thái thứ tư của vật chất, được coi là vừa nóng vừa khô và gắn liền với hình tứ diện trong giả kim thuật. Là một trong nguyên tố cổ điển trong triết học và khoa học Hy Lạp cổ đại. Nó thường gắn liền với những phẩm chất của năng lượng, sự quyết đoán và niềm đam mê. Trong thần thoại Hy Lạp, Prometheus đã đánh cắp lửa từ các vị thần để bảo vệ phàm nhân, nhưng đã bị trừng phạt vì hành động này.
Hỏa là một trong những thứ cổ xưa được người tiền Socrates đề xuất, hầu hết trong số họ tìm cách quy giản vũ trụ hoặc sự sáng tạo ra nó thành một chất duy nhất. Heraclitus (khoảng 535 TCN – khoảng 475 TCN) coi hỏa là nguyên tố cơ bản nhất trong mọi nguyên tố. Ông tin rằng hỏa đã tạo ra ba nguyên tố còn lại: "Vạn vật là sự trao đổi cho lửa và lửa cho vạn vật, giống như hàng hóa đổi lấy vàng và vàng đổi lấy hàng hóa". Ông nổi tiếng với những nguyên tắc triết học mơ hồ và vì nói bằng câu đố. Ông mô tả cách hỏa tạo ra các nguyên tố khác như: "con đường đi lên-đi xuống", (ὁδὸς ἄνω κάτω), một "sự hòa hợp tiềm ẩn"  hay một loạt các biến đổi mà ông gọi là "sự chuyển hóa của lửa", (πυρὸς τροπαὶ), đầu tiên vào biển, và một nửa biển đó vào trái đất, và một nửa trái đất đó vào không khí loãng. Đây là một khái niệm dự đoán trước cả bốn nguyên tố cổ điển của Empedocles và sự biến đổi của bốn nguyên tố này thành một nguyên tố khác của Aristotle.

## Phật giáo và Triết học Ấn Độ
Trong Phật giáo Ấn Độ, Tứ đại (chữ Hán: 四大, tiếng Phạn: cattāro mahābhūtāni) là bốn yếu tố lớn hình thành nên vật chất, gồm: Địa đại (地大, pruṭhavī-dhātu), Thủy Đại (水大, āpa-dhātu), Hỏa đại (火大, eja-dhātu) và Phong đại (風大, vāyu-dhātu).
Ánh sáng, sức nhiệt mặt trời thuộc về Hỏa đại, yếu tố này có bản chất ấm nóng, có tác dụng thành thục.
Agni là vị thần của lửa trong Hindu giáo. Từ agni trong tiếng Phạn có nghĩa là lửa, cùng nguồn gốc với ignis trong tiếng Latin, огонь trong tiếng Nga (phát âm là agon). Agni có ba hình dạng: lửa, sét và mặt trời. Agni là một trong những vị thần quan trọng nhất, ngài là thần lửa và là người chấp nhận hy sinh. Những vật hiến tế dành cho Agni sẽ được chuyển đến các vị thần vì Agni là sứ giả của các vị thần khác. Ngài luôn trẻ, vì ngọn lửa được thắp lại mỗi ngày, nhưng ngài cũng bất tử. Theo truyền thống Ấn Độ, lửa cũng được liên kết với Surya hoặc Mặt trời và Mangala hoặc Sao Hỏa và với hướng đông nam.
Triết học

## Triết học Nhật Bản

Ngũ luân tháp với Hỏa luân nằm ở giữa.

Hoả là một trong năm nguyên tố của triết học Godai Nhật Bản, bao gồm Địa (地/ ち Chi), Thuỷ (水/ すい Sui), Hoả (火/ か Ka), Phong (風/ ふう Fū) và Không (空/ くう Kū). Nguồn gốc của nó là từ hệ thống Mahābhūta của Ấn Độ và được kết hợp, tinh chế cùng với truyền thống, văn hóa và tôn giáo dân gian bản địa của Nhật Bản.
Hỏa tượng trưng cho những sự vật tràn đầy năng lượng, mạnh mẽ và chuyển động trên thế giới. Ví dụ động vật, có khả năng di chuyển và tràn đầy năng lượng mạnh mẽ, là những ví dụ chính về Hỏa. Về mặt cơ thể, Hỏa đại diện cho sự trao đổi chất và nhiệt độ cơ thể của chúng ta, còn trong lĩnh vực tinh thần và cảm xúc, nó đại diện cho động lực và niềm đam mê. Hỏa có thể gắn liền với sự an toàn, động lực, mong muốn, ý định và tinh thần hướng ngoại.
Hỏa luân (火輪/ かりん Karin) là được xếp thứ ba trong Ngũ luân tháp (五輪塔/ ごりんとう Gorintō?), Hỏa luân có màu đại diện là màu đỏ, nằm trên Thủy luân và nằm dưới Phong luân. Người thuộc Hỏa luân thường nóng nảy, bộc trực nhưng rất nhiệt tình, tràn trề sức sống. Chính bởi bùng cháy trên dòng nước của Thủy luân mà sức nóng của Hỏa được kiềm chế, tạo nên thế cân bằng cho kiến trúc Ngũ luân tháp.